# Fissidens inclinabilis
Fissidens inclinabilis là một loài Rêu trong họ Fissidentaceae. Loài này được Müll. Hal. ex Dixon mô tả khoa học đầu tiên năm 1923.